# Shatha Abdul Razzak Abbousi
Shatha Abdul Razzak Abbousi est membre du Conseil irakien des représentants, du Parti islamique irakien, où elle siège également au Comité des droits de l'homme. Elle est également une militante sociale irakienne pour la défense des droits des femmes.

## Carrière dans l'enseignement
Elle est enseignante de formation, en biologie et études islamiques. Durant la période de Saddam Hussein, il lui est est interdit d'enseigner, suite à son refus d'intégrer le parti Baas.

## Distinctions
Elle reçoit, en 2007, le premier prix international de la femme de courage de la part du Département d'Etat américain,,,.

## Source de la traduction
- (en) Cet article est partiellement ou en totalité issu de l’article de Wikipédia en anglais intitulé « Shatha Abdul Razzak Abbousi » (voir la liste des auteurs).